# Kreis Wolgast

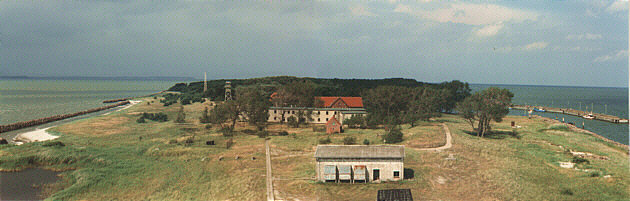
Blick über die Insel Ruden

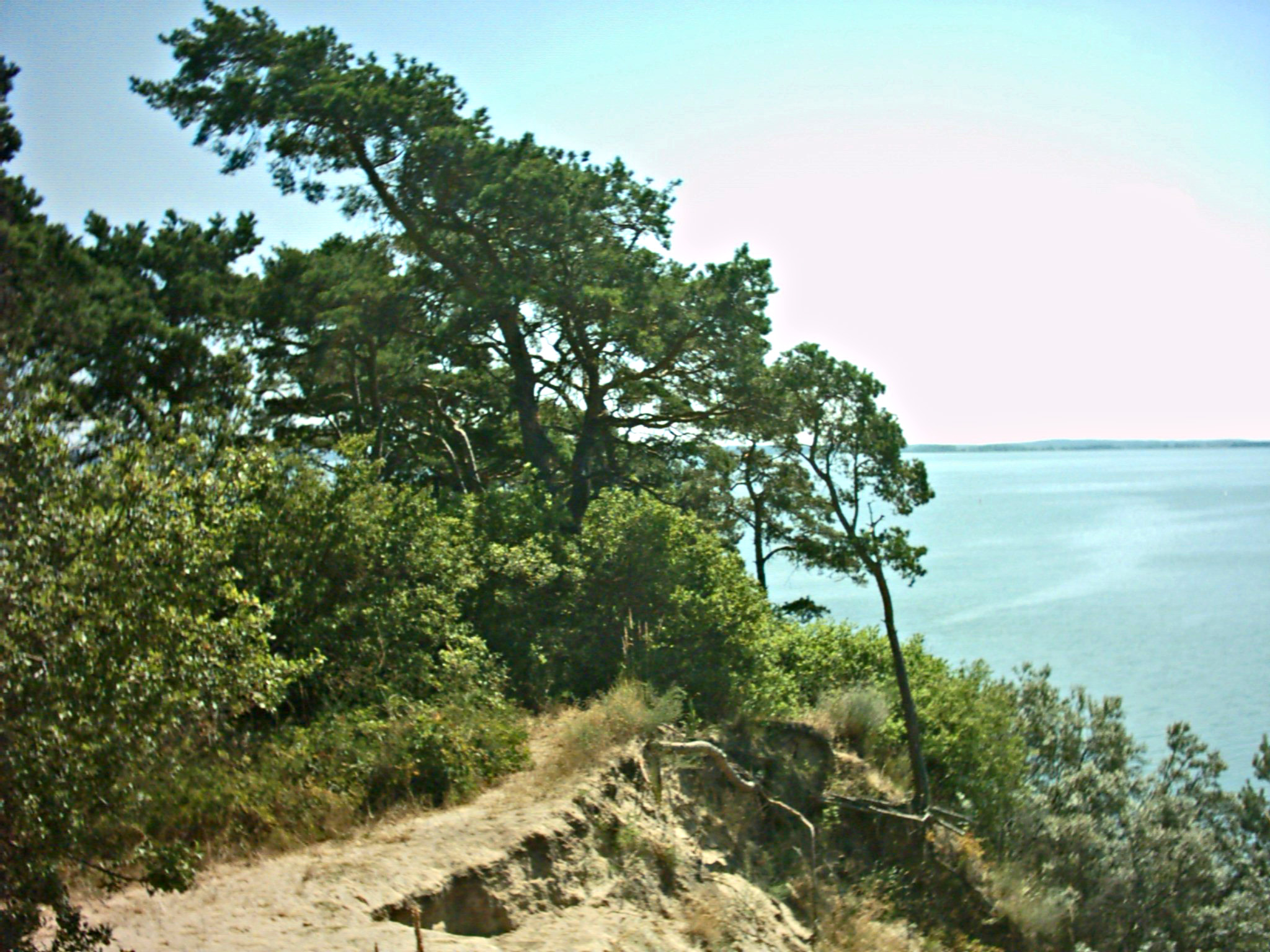
Loddiner Höft am Achterwasser

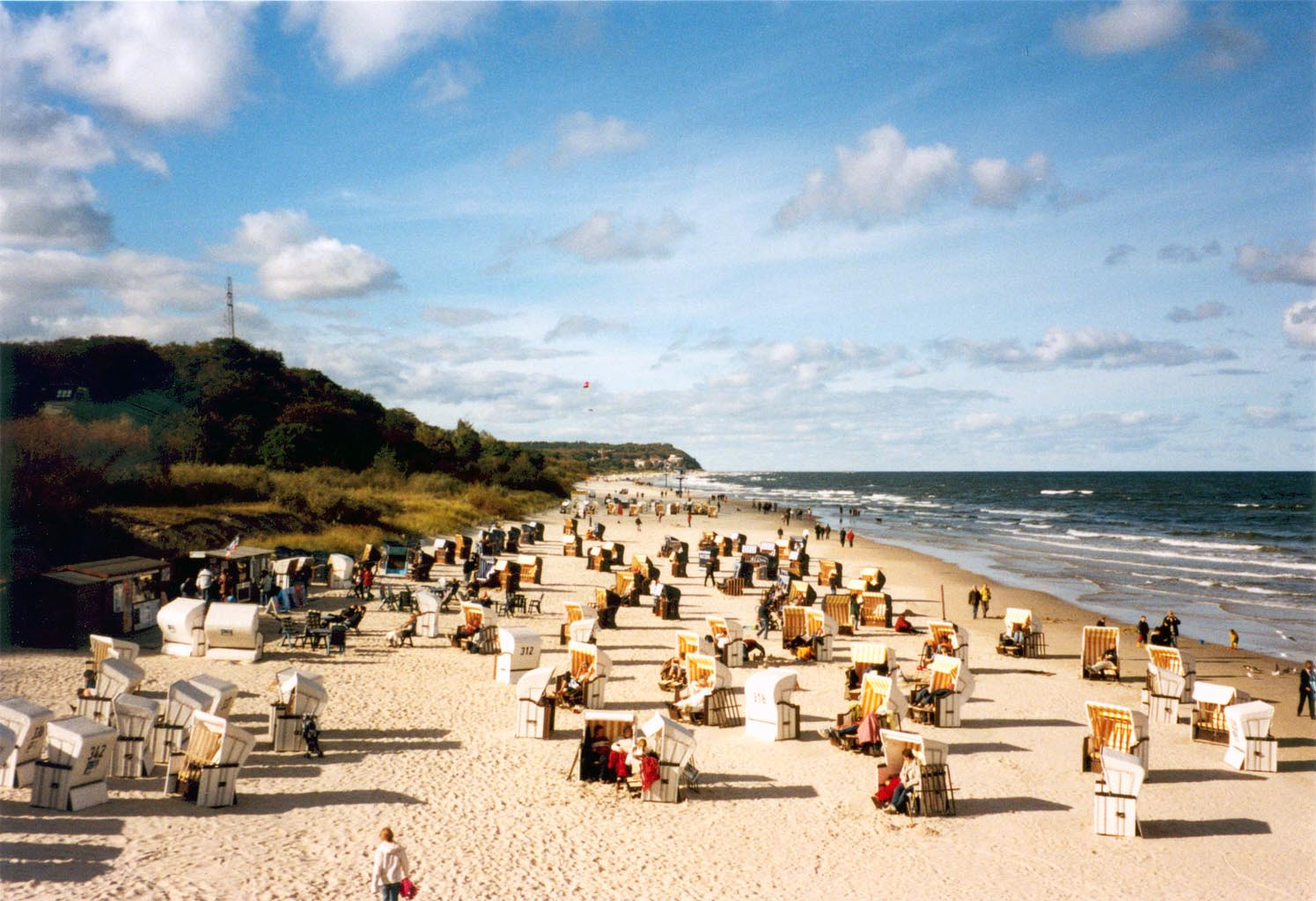
Heringsdorfer Strand

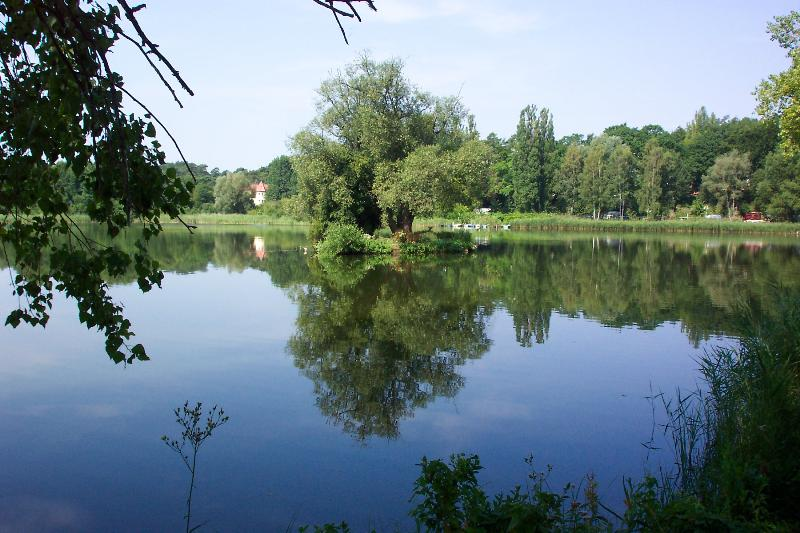
Der Kölpinsee

Der Kreis Wolgast war in der Deutschen Demokratischen Republik (DDR) ein Kreis im Bezirk Rostock. Ab dem 17. Mai 1990 bestand er als Landkreis Wolgast fort. Sein Gebiet gehört heute zum Landkreis Vorpommern-Greifswald in Mecklenburg-Vorpommern. Der Sitz der Kreisverwaltung befand sich in Wolgast.

## Geografie

### Lage
Der nach der Fläche kleinste Kreis im Bezirk umschloss den gesamten deutschen Anteil der Insel Usedom und das bis zu fünf Kilometer breite Hinterland jenseits des Peenestromes, der die Insel im Westen vom Festland trennt. Die nördlich Usedoms liegenden Inseln Ruden und Greifswalder Oie gehörten ebenfalls zum Kreisgebiet. Die Ausgleichsküste an der Ostseeseite Usedoms ist durch den Wechsel von flachen Sandstränden und Steilküstenabschnitten geprägt. Der Streckelsberg nahe Koserow war mit (damals) 60 m ü. NN die höchste Erhebung des Kreises Wolgast. Die „geografische Mitte“ des Kreises bestand aus der stark gegliederten Binnenküste, zu der Achterwasser, Peenestrom und Krumminer Wiek gehörten. Im Süden hatte der Kreis die Hälfte des Anteils am „Kleinen Haff“, dem Westteil des Oderhaffs.

### Größe und Einwohnerzahl
Die Fläche des Kreises betrug 542 Quadratkilometer. Das entsprach 7,7 % der Fläche des Bezirks Rostock.
Die Einwohnerzahl betrug im Jahr 1985 etwa 59.700. Das waren 6,7 % der Einwohner des Bezirks. Die Bevölkerungsdichte belief sich auf 110 Einwohner je Quadratkilometer.

### Nachbarkreise
Der Kreis Wolgast grenzte im Westen an den Kreis Greifswald, im Südosten an den Kreis Anklam und im Osten an die Volksrepublik Polen.

## Geschichte
Der vorpommersche Kreis ging 1952 aus dem Landkreis Usedom (dem Westteil des 1945 geteilten Landkreises Usedom-Wollin) und dem Ostteil des Landkreises Greifswald hervor. Ab dem 25. Juli 1952 gehörte der Kreis Wolgast nach der Auflösung der Länder dem neu gebildeten Bezirk Rostock an. Am 1. Januar 1957 wechselten die Gemeinden Brünzow und Gustebin aus dem Kreis Greifswald in den Kreis Wolgast. Am 1. Januar 1968 wechselten die Gemeinden Brünzow, Lubmin, Nonnendorf, Pritzwald, Rubenow, Voddow und Wusterhusen aus dem Kreis Wolgast in den Kreis Greifswald.
Der Kreis kam am 3. Oktober 1990 in das neu gegründete Land Mecklenburg-Vorpommern innerhalb des Beitrittsgebietes zur Bundesrepublik Deutschland. Am 12. Juni 1994 wurde der Kreis (seit dem 17. Mai 1990 wieder als Landkreis bezeichnet) aufgelöst und bildete seither bis zur Kreisgebietsreform 2011 zusammen mit den ebenfalls aufgelösten Landkreisen Anklam und Greifswald den Landkreis Ostvorpommern.

## Wirtschaft und Infrastruktur
Das Wirtschaftsprofil des Kreises Wolgast wurde durch die Landwirtschaft, den Tourismus und die Fischerei bestimmt. 1985 zählte man 700.000 Urlauber, die über den FDGB-Feriendienst in den Kreis kamen, des Weiteren 3,3 Millionen Kurzurlauber und Tagestouristen.
Der größte Industriebetrieb im Kreis war die Peene-Werft in Wolgast, die vornehmlich Schiffe für die Küstenpolizei und die Volksmarine baute.
Im Kreis Wolgast gab es mehrere NVA-Standorte. In Karlshagen und Peenemünde waren unter anderem die 1. Flottille der DDR-Marine und das Jagdfliegergeschwader JG-9 beheimatet. Der Zutritt zum Ort Peenemünde wurde zu DDR-Zeiten überwacht und war genehmigungspflichtig. In Wolgast, Trassenheide, Pudagla und Garz gab es weitere, z. T. umfangreiche Standorte.
Die Fernverkehrsstraßen 110 und 111 waren die wichtigsten Verkehrsadern. Sie führten über die beiden Peenebrücken zu den Erholungsorten auf Usedom. Die Bahnlinie Züssow-Wolgast zweigte von der Hauptbahnlinie Berlin-Stralsund ab und war für die Beförderung der Urlauber genauso wichtig wie die Usedomer Bahnlinien Wolgaster Fähre-Ahlbeck und Zinnowitz-Peenemünde.

## Städte und Gemeinden
Der Landkreis Wolgast hatte am 3. Oktober 1990 38 Gemeinden, darunter drei Städte:
- Ahlbeck
- Bansin
- Benz
- Buddenhagen
- Buggenhagen
- Dargen
- Garz
- Groß Ernsthof
- Heringsdorf
- Hohendorf
- Kamminke
- Karlshagen
- Korswandt
- Koserow
- Kröslin
- Krummin
- Lassan, Stadt
- Loddin
- Lütow
- Mellenthin
- Mölschow
- Morgenitz
- Neppermin
- Peenemünde
- Pudagla
- Pulow
- Rankwitz
- Sauzin
- Stolpe
- Trassenheide
- Ückeritz
- Usedom, Stadt
- Wolgast, Stadt
- Zemitz
- Zempin
- Zinnowitz
- Zirchow

Ehemalige Gemeinden
- Brünzow, am 1. Januar 1968 zum Kreis Greifswald
- Freest, am 1. Januar 1960 zu Kröslin
- Garz, am 4. September 1973 zu Zirchow (1991 neugegründet)
- Gustebin, am 1. Januar 1968 zu Wusterhusen
- Hohensee, am 1. Juli 1961 zu Zemitz
- Hollendorf, am 4. September 1973 zu Kröslin
- Karnin, am 1. Juli 1961 zur Stadt Usedom
- Krienke, am 4. September 1973 zu Rankwitz
- Liepe, am 4. September 1973 zu Rankwitz
- Lubmin, am 1. Januar 1968 zum Kreis Greifswald
- Mahlzow, am 1. Januar 1956 zu Wolgast
- Neuhof, am 1. Januar 1956 zu Heringsdorf
- Nonnendorf, am 1. Januar 1968 zum Kreis Greifswald
- Pritzwald, am 1. Januar 1968 zum Kreis Greifswald
- Reetzow, am 4. September 1973 zu Benz
- Rubenow, am 1. Januar 1968 zum Kreis Greifswald
- Spandowerhagen, am 1. Januar 1960 zu Kröslin
- Ulrichshorst, am 1. Januar 1956 zu Korswandt
- Voddow, am 1. Januar 1968 zum Kreis Greifswald
- Warthe, am 4. September 1973 zu Rankwitz
- Wehrland, am 1. Juli 1971 zu Zemitz
- Welzin, am 4. September 1973 zur Stadt Usedom
- Wusterhusen, am 1. Januar 1968 zum Kreis Greifswald

## Kfz-Kennzeichen
Den Kraftfahrzeugen (mit Ausnahme der Motorräder) und Anhängern wurden von etwa 1974 bis Ende 1990 dreibuchstabige Unterscheidungszeichen, die mit den Buchstabenpaaren AU und AV begannen, zugewiesen. Die letzte für Motorräder genutzte Kennzeichenserie war AW 00-01 bis AW 50-00.
Anfang 1991 erhielt der Landkreis das Unterscheidungszeichen WLG, das bis zum 11. Juni 1994 ausgegeben wurde. Nach der Kennzeichenliberalisierung ist es seit dem 14. März 2013 im Landkreis Vorpommern-Greifswald wieder erhältlich.